# Europäischer Zahlungsverkehrsausschuss

Logo des Europäischen Zahlungsverkehrsausschusses

Der Europäische Zahlungsverkehrsausschuss (englisch European Payments Council, EPC; französisch Conseil Européen des Paiements, CEP) ist eine Einrichtung der Kreditinstitute in der Europäischen Union. Erklärter Zweck des Ausschusses ist die Schaffung des Europäischen Zahlungsraumes (SEPA) – die im Wesentlichen mittlerweile umgesetzt ist. Der Europäische Zahlungsverkehrsausschuss soll als Entscheidungs- und Koordinierungsgremium die Harmonisierung der SEPA-Verfahren leiten und koordinieren.

## Politischer Hintergrund und Entstehungsgeschichte
Im Vertrag von Maastricht vom 7. Februar 1992 wurde die Schaffung der Europäischen Wirtschafts- und Währungsunion (EWWU) vereinbart. Kernstück des Vertrags war die Einführung des Euro als gesetzliches Zahlungsmittel in den Teilnehmerländern zum 1. Januar 1999 als Buch- und zum 1. Januar 2002 als Bargeld. Im Zusammenhang mit den Vorbereitungen für die Euroeinführung hat das Europäische Parlament am 27. Januar 1997 eine Richtlinie über grenzüberschreitende Überweisungen erlassen. Diese Richtlinie zielte darauf ab, „die Bankdienstleistungen im Bereich der grenzüberschreitenden Überweisungen zu verbessern und deren Effizienz zu erhöhen.“ In einer Mitteilung der Europäischen Kommission an das Europäische Parlament und den Rat der Europäischen Union vom 31. Januar 2001 über die Verbesserung der Dienstleistungen im grenzüberschreitenden Zahlungsverkehr wurde festgestellt, dass die EU-Richtlinie von 1997 ihre Zielsetzung nicht erreicht hatte. Deshalb haben die Europäische Kommission und der Rat am 19. Dezember 2001 die EU-Preisverordnung (Verordnung (EG) Nr. 2560/2001 vom 19. Dezember 2001 über grenzüberschreitende Zahlungen in Euro) erlassen. Hierin wurde im Großen und Ganzen eine Vereinheitlichung der Preise zwischen dem Inlandszahlungsverkehr und dem Zahlungsverkehr in Euro festgelegt. Diese Verordnung wurde gegen den Widerstand der europäischen Banken durchgesetzt. Das ordnungspolitische Argument der Banken, dass diese Verordnung einen den marktwirtschaftlichen Prinzipien widersprechenden Eingriff in die freie Preisgestaltung darstellt, wurde vor allem deshalb nicht berücksichtigt, weil die Vereinheitlichung auf freiwilliger Basis keine erkennbaren Fortschritte erzielt hatte.
Um weitere Regelungen des Gesetzgebers auf diesem Gebiet zu verhindern, war es notwendig, für die Aktivitäten der europäischen Banken zur Vereinheitlichung und Verbesserung des Massenzahlungsverkehrs innerhalb der Europäischen Union einen institutionellen Rahmen zu schaffen. Unter Federführung der europäischen Bankenverbände wurde am 25. und 26. März 2002 ein Workshop in Brüssel durchgeführt, an dem neben den Verbänden auch 42 europäische Großbanken teilnahmen. Auf Basis dieses Workshops wurde im Sommer 2002 der Europäische Zahlungsverkehrsausschuss eingerichtet.

## Zielsetzung
Vorrangiges Ziel ist die Verwirklichung des – mittlerweile geschaffenen – Europäischen Zahlungsraumes (SEPA), der im Rahmen der Selbstregulierung ohne Eingriff des Gesetzgebers verwirklicht werden sollte. Diese Zielsetzung wurde in einem so genannten „Weißbuch“ zusammengefasst.

## Organisation
Die Vereinigung ist eine Non-Profit-Organisation. Sitz ist Brüssel. Mitglieder des EPC sind Banken und Bankenverbände aus den Mitgliedsländern der Europäischen Union, der Schweiz, Islands, Norwegens und Liechtensteins. Derzeit umfasst er 74 Mitglieder aus 32 europäischen Ländern. Die Anzahl der Sitze der einzelnen Länder ist abhängig von der Anzahl der Zahlungsverkehrstransaktionen des jeweiligen Landes. Maximal sind pro Land acht Sitze vorgesehen. Mitglieder aus Deutschland sind derzeit die BayernLB, der Bundesverband deutscher Banken, der Bundesverband der Deutschen Volksbanken und Raiffeisenbanken, die Deutsche Bank, der Deutsche Sparkassen- und Giroverband, die DZ Bank, die Commerzbank und die LBBW.
Entscheidungsgremium ist das EPC-Plenum. Daneben gibt es das Koordinationskomitee, das die folgenden Arbeitsgruppen koordiniert:
- Legal Support Group
- Electronic Credit Transfer (SEPA-Überweisung)
- Electronic Direct Debit (SEPA-Lastschrift)
- Cash
- Cards
- OITS Standards Support Group (Operations, Infrastructure and Technology Standards)

## Umsetzungsfahrplan
Im Dezember 2004 hatte der Europäische Zahlungsverkehrsausschuss die „Roadmap 2004 – 2010“ beschlossen. Vorrangiges Ziel war darin die Entwicklung der drei neuen europäischen Zahlungsinstrumente SEPA-Überweisung, SEPA-Lastschrift und Debitkartenzahlung. Parallel hierzu wurden ein einheitliches Datenformat und Rahmenbedingungen für das Clearing und das Settlement entwickelt. Die neuen Zahlungsinstrumente werden den Endkunden seit dem 28. Januar 2008 zunächst für den grenzüberschreitenden Zahlungsverkehr angeboten. Der Europäische Zahlungsverkehrsausschuss ließ im November 2017 für alle EU-Mitgliedstaaten ein auf SEPA und dem ISO-Standard 20022 basierendes Zahlungssystem unter dem Namen „Echtzeitüberweisung“ zu.